# السفارة السعودية في ساحل العاج
سفارة المملكة العربية السعودية في ساحل العاج، هي بعثة دبلوماسية سعودية تقع في مدينة ابيدجان ويترأس البعثة سفير خادم الحرمين الشريفين سعد بن بخيت القثامي.

## سفراء السعودية في ساحل العاج
| السفير                  | الفترة من   | ملاحظات |
| ----------------------- | ----------- | ------- |
| سعد بن بخيت القثامي     | يناير 2023  | [ 3 ]   |
| عبد الله بن حمد السبيعي | فبراير 2019 | [ 4 ]   |

## وصلات خارجية
- موقع سفارة المملكة العربية السعودية السعودية في ساحل العاج
- وزارة الخارجية السعودية (بالعربية)
- Ministry of Foreign Affairs of Kingdom of Saudi Arabia (بالإنجليزية)